# 文彌壬
文彌壬（葡萄牙語：António da Silva Telo e Meneses），葡萄牙殖民地長官，第35任澳門總督。
文彌壬是阿維依拉斯伯爵（Conde Aveiras）的兄弟，1712年至1717年任第烏的城堡官和兵頭。1719年9月9日到1722年8月18日期間在任澳門總督。1723年7月22日，由於澳門當地的葡萄牙人對總督文奴爾不滿，文彌壬被第二次任命為澳門總督。文彌壬曾經一度被審判。